# Ikan goreng
Ikan goreng est un terme générique pour désigner de nombreux plats indonésiens et malaisiens de poissons frits ou autres fruits de mer. Ikan goreng signifie littéralement « poisson frit » en indonésien et en malais. 
L'ikan goreng est très populaire en Indonésie. Habituellement, le poisson est mariné dans un mélange d'épices. Certaines recettes utilisent du kecap manis (sauce soja sucrée) pour enrober le poisson avant qu'il soit frit. L'ikan goreng est totalement frit dans de l'huile de coco jusqu'à ce que le poisson soit doré et croustillant. Cette variante emploie principalement de la carpe, gourami et du poisson-lait.

## Epices

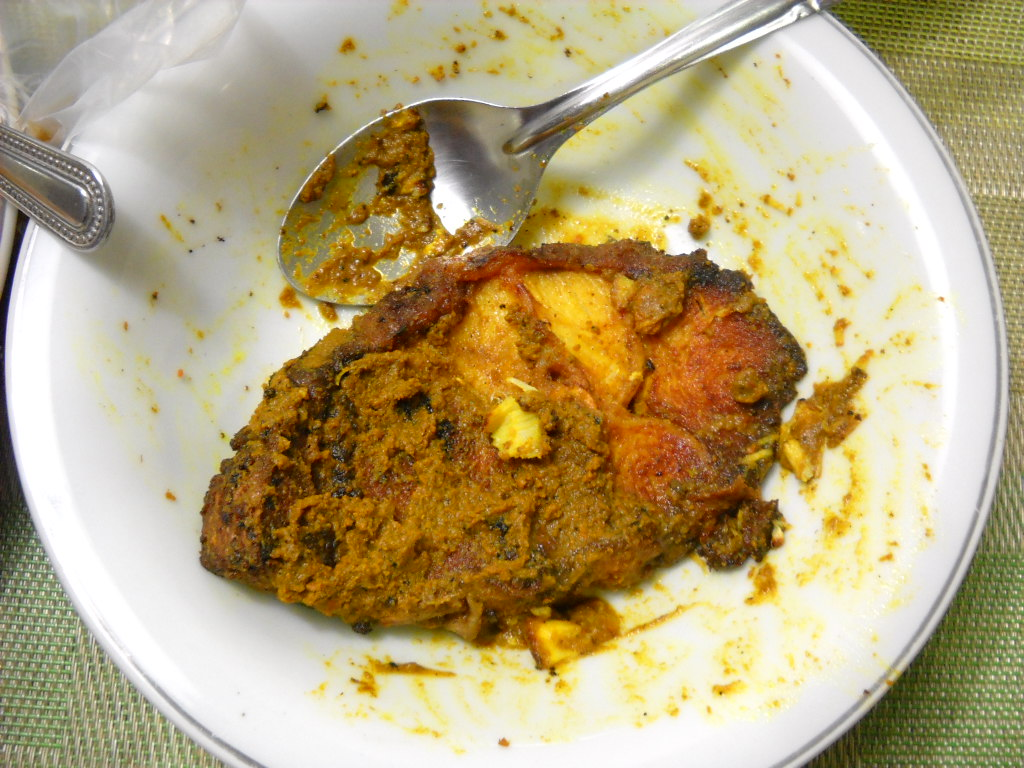
Ikan goreng kunyit, poisson frit et épicé avec du curcuma.

Avant d'être frit, le poisson est mariné dans un mélange d'épices, et parfois dans du kecap manis (sauce soja sucrée). Le mélange d'épices varie en fonction des régions, mais il s'agit généralement d'un mélange de sel, jus de citron, l'échalote, ail, piment, coriandre, curcuma et du galanga. Le poisson est parfois pané ou roulé dans l’œuf avant d'être frit. Après avoir été frit, le poisson est communément mangé aussitôt et accompagné de riz et de sambal terasi (piment et pâte de crevettes) ou de sambal kecap (piment, échalotes et sauce soja sucrée) comme condiment. À Manado et aux Moluques, l'ikan goreng utilise comme condiment du dabu-dabu ou du colo-colo.
Certaines recettes d'ikan goreng peuvent utiliser du bumbu (mélange d'épices) mélangé ou broyé sur le poisson frit, tel que le bumbu acar kuning (pickles jaunes), à base de curcuma, d'ail, de pâte d'épices et de concombre tranché, de carotte, de piment et d'échalotes ou de tomate au vinaigre.

## Variantes

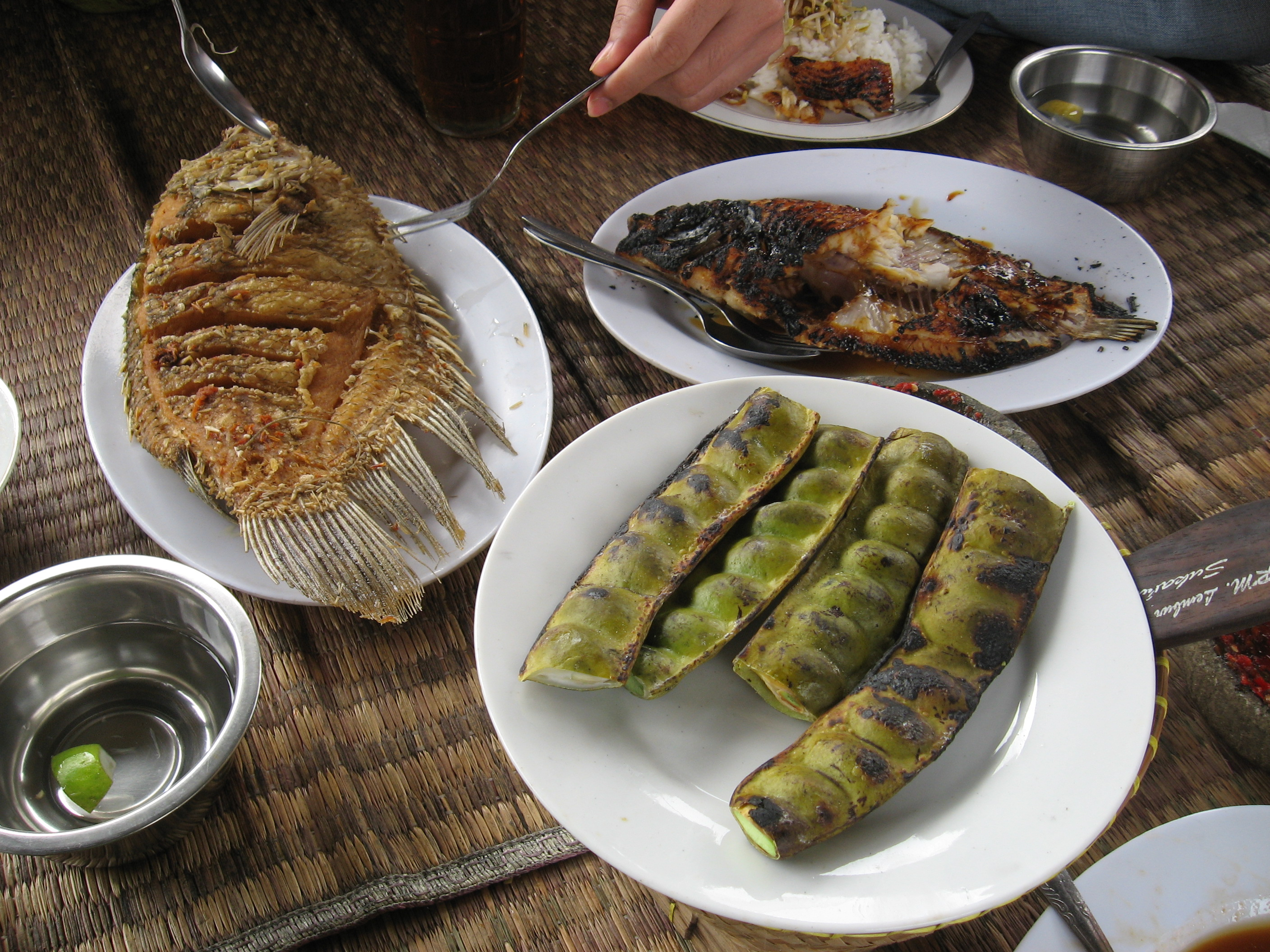
Gurame goreng soundanais (gourami frit) avec de la carpe grillée et des petais.

Il y a plusieurs recettes et variantes d'ikan goreng, qui se dissocient par leurs mélanges d'épices, leurs bumbu, leurs condiments et sambals, et par le poisson utilisé. Quasiment tous les fruits de mer et les poissons peuvent être utilisés, le plus courant étant le gourami d'eau douce, bilis (mystacoleucus), patin (Pangasius), nila (tilapia du Nil), mujair (tilapia du Mozambique) ou de l'ikan mas (carpe). On trouve aussi le bandeng (poisson-lait), tongkol ou cakalang (thon listao), thon, bawal (pomfret), tenggiri (thazard noir), kuwe (carangidae), baronang (Siganus), kerapu (garoupa), kakap merah (vivaneau rouge), teri (anchois), todak (espadon), hiu ou cucut (requin) et le pari (Myliobatidae).